# Moebius Productions
Moebius Productions es una editorial francesa heredera de Editions Stardom Moebius Production. Stardom, asimismo, es el nombre de una galería de arte y boutique ubicada en París y regentada por Isabelle Giraud (esposa de Moebius). Dicho espacio es un lugar rendido al universo de Jean Giraud y en el que se presentan las novedades de la editorial así como exposiciones colectivas en las que se podía disfrutar de obras de Giger entre otros. 
Moebius Productions se caracteriza por publicar material del autor con ediciones muy cuidadas y con tiradas limitadas. También coedita sus obras con otras editoriales francesas y europeas aportando su marca de calidad. Igualmente imprime ilustraciones de Moebius a través de postales, serigrafías, grabados y copias digigráficas. La mercadotecnia llega hasta los vídeos, álbumes USB, figuras de plomo, monedas, etc.

## Publicaciones
Como Stardom
- 40 days dans le Désert B (1999)
- Inside Moebius tomos del 1 al 5 (2004-2008)
- Major Fatal : Le chasseur déprime (sobre el personaje del Mayor Fatal), (2008)

Como Moebius Productions
- Inside Moebius tomo 6 (2010)
- Arzak : Destination Tassili (sobre el personaje Arzach. Existe otra edición más limitada, firmada y numerada por el autor), (2010)
- Arzak : L’Arpenteur (coeditado en francés con Glénat Editions y en español con Norma Editorial), (2010)
- La Faune de Mars (2011)
- Le Major (sobre el personaje del Mayor Fatal), (2011)
- Zaza et Moeb aiment Cherbourg (2011)

## Enlaces
- Web de la editorial (en francés)

- Datos: Q6020451